# کریستر مجبک
کریستر مجبک (انگلیسی: Christer Majbäck; ۳۰ ژانویهٔ ۱۹۶۴ – ) اسکی‌باز صحرانوردی اهل سوئد بود.